# Artur Ioniță
Artur Ioniță (17 de agosto de 1990) es un futbolista profesional moldavo. Juega de centrocampista para la U. S. Triestina Calcio 1918 de la Serie C de Italia.

## Selección nacional

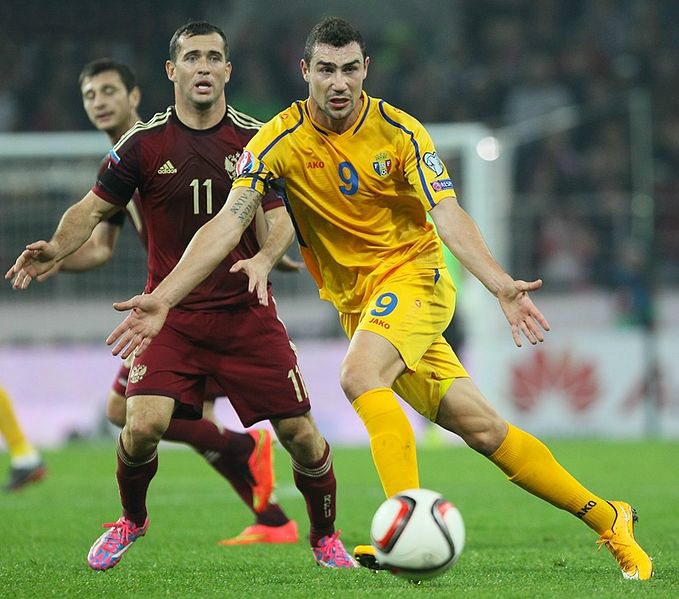
Artur Ioniță e Alexandr Kerzhakov en Rusia - Moldavia, 12 de octubre de 2014

Ioniţă debutó para la selección de fútbol de Moldavia en la clasificación para la Copa Mundial de Fútbol de 2010 ante Suiza. Moldavia finalmente perdió el partido por 0-2.

## Clubes
| Club                        | País     | Año       | Partidos | Goles |
| --------------------------- | -------- | --------- | -------- | ----- |
| F. C. Zimbru Chişinău       | Moldavia | 2007      | 2        | 1     |
| F. C. Iskra-Stal Rîbniţa    | Moldavia | 2008-2009 | 42       | 10    |
| F. C. Aarau                 | Suiza    | 2009-2014 | 135      | 17    |
| Hellas Verona               | Italia   | 2014-2016 | 51       | 6     |
| Cagliari Calcio             | Italia   | 2016-2020 | 132      | 6     |
| Benevento Calcio            | Italia   | 2020-2022 | 78       | 4     |
| Pisa S. C.                  | Italia   | 2022-2024 | 16       | 1     |
| Modena F. C. (cedido)       | Italia   | 2023      | 10       | 0     |
| Calcio Lecco 1912 (cedido)  | Italia   | 2023-2024 | 36       | 4     |
| Calcio Lecco 1912           | Italia   | 2024-2025 | 15       | 2     |
| U. S. Triestina Calcio 1918 | Italia   | 2025-     | 13       | 4     |